# Grupa warowna „Moltke”
Panzerwerk 814 – Grupa warowna „Moltke” (Werkgruppe „Moltke”) – niemieckie umocnienie stanowiące element odcinka północnego Frontu Ufortyfikowanego Łuku Odry-Warty (Międzyrzeckiego Rejonu Umocnionego).
Panzerwerk 814 został zbudowany w latach 1936–1937 na przesmyku pomiędzy jeziorami Cisie i Chycina. Stanowił przykład obiektu rozproszonego o standardzie odporności „B”. Składał się z zasadniczego, dwukondygnacyjnego schronu połączonego tunelami o długości ok. 30 m z dwiema odosobnionymi wieżami (małymi schronami z kopułami bojowymi). W 1939 roku otrzymał nazwę „Moltke” na cześć pruskiego feldmarszałka Helmutha von Moltke i status grupy warownej (Werkgruppe), chociaż stanowił jeden, rozproszony obiekt.
Panzerwerk 814 oraz niedaleki Pz.W. 817 („Roon”) były największymi obiektami fortecznymi zbudowanymi przez Niemców w ramach umocnień Łuku Odry-Warty. Główne uzbrojenie stanowiły karabiny maszynowe w łącznej liczbie 8:
- 4 w 2 kopułach 6-strzelnicowych typu 20P7;
- 3 w 3 kopułach 3-strzelnicowych typu 2P7, z których 2 znajdowały się w odosobnionych wieżach;
- 1 za płytą pancerną typu 7P7, osłaniający wejście i tył schronu.

Pozostałe wyposażenie bojowe schronu stanowił granatnik typu M19 ukryty pod stropem w kopule typu 34P8 oraz służąca do obserwacji kopuła 52P8.
Na górnej kondygnacji głównego obiektu mieściły się wejścia oraz pomieszczenia bezpośrednio związane z walką. Na dolnej – zaplecze bytowe dla załogi i zejścia do tuneli, prowadzących do wież odosobnionych. Mimo względnie niewielkiej kubatury, Panzerwerk 814 stanowił wraz z odosobnionymi wieżami bardzo silny punkt oporu, przewyższając typowe dla centralnego odcinka linii schrony, posiadające 5 karabinów maszynowych.
Prawdopodobnie schron mógł być połączony z większym obiektem o standardzie „A1”. Schron ten nigdy nie został zrealizowany. W przeciwieństwie do wielu innych niemieckich schronów o standardzie „B” (B-Werków) nie miał możliwości uzupełnienia o wieżę lub kazamatę z armatą przeciwpancerną. Spowodowane to było zapewne uznaniem terenu za niedogodny dla użycia broni pancernej.
Po wojnie schrony grupy „Moltke” zostały wysadzone w powietrze i pozbawione elementów pancernych.